# Болтино (Одинцовский район)
Болтино — деревня в Одинцовском районе Московской области, входит в городское поселение Кубинка. Население 21 человек на 2006 год, при деревне числится 7 садовых товариществв. До 2006 года Болтино входило в состав Крымского сельского округа.
Деревня расположена на западе района, на границе с Рузским районом, высота центра над уровнем моря 204 м. Ближайшие населённые пункты — деревня Капань в 2 км южнее и также 2 км на запад — Дорохово Рузского района.
Впервые в исторических документах деревня встречается в писцовой книге 1558 года, во владении Тита Васильева сына Ожегова. На 1852 год в государственной деревне Болтино числилось 10 дворов и 110 жителей, в 1890 году — 22 человека. По Всесоюзной переписи 17 декабря 1926 года числилось 29 хозяйств и 145 жителей, на 1989 год — 8 хозяйств и 23 жителя.